# San Fior
San Fior é uma comuna italiana da região do Vêneto, província de Treviso, com cerca de 6.153 habitantes. Estende-se por uma área de 17 km², tendo uma densidade populacional de 362 hab/km². Faz fronteira com Codognè, Colle Umberto, Conegliano, Godega di Sant'Urbano, San Vendemiano.

## Demografia
| Variação demográfica do município entre 1861 e 2011                               |
|                                                                                   |
| Fonte: Istituto Nazionale di Statistica (ISTAT) - Elaboração gráfica da Wikipedia |